# Forsgårdens Golfklubb
Forsgårdens Golfklubb är en golfklubb i Kungsbacka i Halland.
Forsgården är en öppen parkbana med seasidekaraktär. På golfklubben, som ligger i östra utkanten av Kungsbacka tätort, finns det en 18-hålsbana med par 72, och en 9-hålsbana par 36.
18-hålsbanan är en mästerskapsbana som 1993 och 1996 stod som värd för proffstävlingen Scandinavian Masters.

## Viktiga årtal i klubbens historia
- 1982 - På initiativ av Marianne Persson bildades Lundens GK Intresseförening.
- 1986 - Forsgårdens Golfklubb bildas. Man hade hittat mark som kunde användas.
- 1989 - Banans 18 hål invigdes, premiärslaget slogs av friherre Niclas Silfverschiöld, ägare till Gåsevadholms fideikommiss på vars mark golfbanan ligger.
- 1993 - I januari invigdes det nya klubbhuset som rymmer restaurang, kansli, shop och omklädningsrum. I juli stod klubben värd för Scandinavian Masters.
- 1994 - Klubbens årsmöte beslutade efter långa diskussioner att bygga ut med ytterligare nio hål.
- 1996 - I månadsskiftet juli-augusti var det återigen dags för klubben att stå värd för Volvo Scandinavian Masters. Även denna gång krävdes ett omspel för att utse segraren Lee Westwood som fick sitt internationella genombrott på Forsgården.
- 1997 - På hösten, i september, öppnades de nya nio hålen under några veckor.
- 1998 - Den 21 maj invigdes den nya 18-hålsbanan där de nya nio hålen ingår. De tidigare sista nio hålen blev samtidigt 9-hålsbana.